# Escala de tiempo geológico lunar
La escala de tiempo geológico lunar divide la historia de la Luna en seis períodos geológicos generalmente reconocidos: Pre-Nectárico, Nectárico, Ímbrico (Inferior y Superior), Eratosteniano y Copernicano. Los límites de esta escala de tiempo se relacionan con los eventos de gran impacto que han modificado la superficie lunar, los cambios en la morfología de los cráteres que se producen con el paso del tiempo y la distribución espacio-temporal de la superposición de cráteres en las unidades geológicas. 
La edad absoluta de estos períodos ha estado limitada por la datación radiométrica de las muestras obtenidas de la superficie lunar. Sin embargo, todavía hay bastante debate en relación con la antigüedad de algunos eventos clave, porque la correlación de las muestras lunares con las unidades geológicas de la Luna es difícil, y la mayoría de las fechas radiométricas lunares han sido muy afectadas por una historia de intenso bombardeo.

## Estratigrafía lunar
Los principales procesos geológicos que han modificado la superficie lunar son los impactos y el vulcanismo, y mediante el uso de principios estratigráficos estándar (como la ley de superposición) es posible ordenar estos eventos geológicos en el tiempo. Una vez se pensó que los basaltos podrían representar una sola unidad estratigráfica con una antigüedad definida, pero ahora se reconoce que el vulcanismo es un proceso continuo y prolongado en el tiempo y que dio comienzo hace 4.200 millones de años y quizás haya continuado hasta hace 1.200 millones de años. Los impactos son los acontecimientos más útiles para la definición de una cronología estratigráfica lunar, ya que son numerosos y se forman en un instante geológico. La continuación de los efectos del impacto sobre largos períodos de tiempo modifica la morfología lunar en forma cuantitativa, y el estado de erosión del terreno se puede utilizar también para asignar una edad relativa.
La escala de tiempo geológico lunar se ha dividido en seis periodos. Estas divisiones de tiempo geológico se basan en el reconocimiento de marcadores geomorfológicos convenientes, y como tales, no debería entenderse que se hayan producido cambios fundamentales en los procesos geológicos. La Luna es única en el Sistema Solar pues es el único cuerpo (a excepción de la Tierra), para la que tenemos muestras de rocas en un contexto geológico conocido. 
Correlacionando las edades de las muestras obtenidas por las Misiones Apolo para conocer las unidades geológicas, se han podido asignar edades absolutas a algunos de estos períodos geológicos. 
El cronograma a continuación representa uno de tales intentos, pero es importante señalar que algunas de las edades o bien son inciertas o están en discusión. En muchas regiones montañosas lunares no es posible distinguir entre materiales nectáricos y pre-nectáricos, y estos depósitos son a veces etiquetados sólo como pre-ímbricos.

## Divisiones del tiempo geológico lunar

### Pre-Nectárico
El período Prenectárico de la escala de tiempo geológico lunar comienza hace 4.533 millones de años (el tiempo de la formación de la Luna) y termina hace 3.920 millones de años atrás, cuando Mare Nectaris se formó por un gran impacto. Es seguido por el período Nectárico.
Las rocas prenectáricas son raras en las muestras lunares, que están en su mayoría compuestas de materiales lunares que han sido afectados fuertemente por los impactos posteriores, en particular durante el bombardeo intenso tardío que marca el comienzo aproximado del período Nectárico. El material lunar Prenectárico está dominado por roca anortosita, lo que sugiere que la etapa temprana de formación de la corteza lunar se produjo a través de la cristalización de minerales de un océano de magma global. Este periodo geológico se ha subdividido en forma oficiosa en el Críptico y en los Grupos Basin 1-9, pero estas divisiones no se utilizan en los mapas geológicos lunares.

### Nectárico
El Período Nectárico, en la escala de tiempo geológico lunar, abarca el intervalo comprendido entre 3920 y 3850 millones de años atrás durando aproximadamente 70 millones de años (aunque las fechas son estimadas, y pueden variar dependiendo de la literatura consultada) Es el período durante el cual Mare Nectaris y otras grandes cuencas se formaron por grandes impactos. Se encuentra comprendido entre los periodos Pre-Nectárico e Ímbrico Inferior.
El Sistema Nectárico comprende todos los materiales de la Cuenca Nectaris, y todos los materiales depositados antes del ocurrimiento de la cuenca Imbrium. Por lo tanto, el Nectárico corresponde al periodo temporal comprendido entre el impacto que formó la cuenca Nectaris, y el que formó la cuenca Imbrium. Los materiales del periodo cubren un gran área del lado visible y del oculto de la luna, alrededor de su borde este.

### Eratosteniano
El Período Eratosteniano es el período más extenso en la escala de tiempo geológico lunar. Comenzó hace 3200 millones de años y finalizó hace 1100 millones de años, aproximadamente. 
Su nombre procede del cráter Eratosthenes, cuya formación marca el inicio de este período. La formación del cráter Copérnico marca su fin y el comienzo del Período Copernicano. El masivo vulcanismo basáltico que había caracterizado al anterior (Período Ímbrico) disminuyó y llegó a cesar durante este largo lapso de tiempo lunar. Los flujos de lava lunar más jóvenes identificados a partir de imágenes orbitales se ubican hacia del final de este período, de modo que puede afirmarse que desde hace aproximadamente 1100 millones de años no existe vulcanismo significativo en la Luna.

### Copernicano
El Período Copernicano, en la escala de tiempo geológico lunar, comienza hace 1100 millones de años y continúa hasta el presente. El nombre procede del cráter Copérnico, que es un ejemplo prominente de cráter brillante, pero que no marca la base del período. No se conocen mares de basaltos que hayan erupcionado durante este período, y por esta razón se cree que la actividad geológica interna de la Luna cesó definitivamente en este momento.
La base del Período Copernicano se define sobre la base del reconocimiento de que los materiales recién excavados sobre la superficie lunar son por lo general "brillantes" y se oscurecen a lo largo del tiempo como resultado de los procesos de meteorización del espacio. Operativamente, este período se definió originalmente como el momento en que los cráteres de impacto perdieron sus sistemas de rayos brillantes. Sin embargo, esta definición, recientemente ha sido objeto de algunas críticas ya que algunos cráteres son brillantes por razones de composición que no están relacionadas con la cantidad de meteorización que han soportado. En particular, si el cráter se forma en las tierras altas (que se compone de materiales brillantes de anortosita) seguirá siendo brillante, incluso después de haber sido degradado.

## Relación con la escala de tiempo geológica de la Tierra
Las divisiones de la escala de tiempo geológico lunar se basan en el reconocimiento de algunos marcadores geomorfológicos convenientes. Si bien estas divisiones son extremadamente útiles para ordenar eventos geológicos de una manera relativa, es importante darse cuenta de que los límites no implican ningún cambio fundamental de los procesos geológicos. Además, como los períodos geológicos más antiguos de la Luna se basan exclusivamente en los tiempos de los eventos de impacto individuales (en particular, Nectaris, Imbrium y Orientale), estos eventos puntuales probablemente no se corresponderán con ningún evento geológico específico en los otros planetas terrestres, como Mercurio, Venus, Tierra o Marte.
Sin embargo, al menos un trabajo científico notable ha abogado por el uso de la escala de tiempo geológico lunar para subdividir la escala de tiempo geológica de la Tierra del eon Hadeano. En particular, a veces se encuentra que el Hadeano se subdivide en Era Críptica, Grupos Basin 1-9, Nectárico e Imbrico Temprano. Esta notación no es totalmente consistente con la escala de tiempo geológico lunar que se ha expuesto arriba en que Críptica y los Grupos Basin 1-9 (ambos solo términos informales que no se usan en los mapas geológicos) comprenden el período Pre-Nectárico.